# Genpei-kriget
Genpei-kriget (源平合戦, Genpei kassen), (1180–1185) var en konflikt mellan Taira- och Minamoto-klanerna i Japan under den senare delen av Heianperioden. Den resulterade i Taira-klanens fall och i grundandet av Kamakura-shogunatet under Minamoto no Yoritomo 1192.
"Genpei" (ibland uttalat och stavat som Gempei) är ett försök att översätta "Minamoto" (源) och "Taira" (平) från kanji. Kriget har också kallats Jishō-Juei War (治承寿永の乱, Jishō-Juei no ran på japanska, efter de två områden där kriget rasade.
Kriget började när Minamoto stödde en annan tronpretendent än den som Taira nominerat. Kriget började 1180, när Taira-styrkor utanför Kyoto hann ikapp och avrättade den kandidat som Minamoto hade stött.  Kriget varade i fem år och slutade med slaget vid Dan-no-ura, när Minamoto besegrade Tairas flottstyrka.

## Bakgrund
Genpei-kriget blev kulmen på årtionden av rivalitet mellan Minamoto- och Taira-klanerna, om makten i Japan. I Hōgen-uuproret (1156-1159) och i Heiji-upproret (1159-1160) hade Minamoto försökt ta kontrollen från Taira, men misslyckats.
1177 försökte den förre kejsaren Go-Shirakawa genomföra en statskupp och avsätta premiärministern, Taira no Kiyomori. Kiyomori gick segrande ur maktkampen och passade på att avskaffa Insei. Det skärpte konflikten mellan Taira och Minamoto.
I mars 1180 satte Taira no Kiyomori sin, då två år gamla sonson, Antoku  på kejsartronen, sedan kejsaren Takakura abdikerat. Go-Shirakawas son, prins Mochihito, som kände sig beröva på rätten till den kejserliga tronen, manade därför i maj samma år Minamoto-klanen och krigarmunkar vid templen till uppror.

## Slag i kriget
- 1180 Första slaget vid Uji – betraktas som det första slaget i Genpei-kriget, där krigarmunkarna från Byodoin kämpade på samma sida som Minamoto no Yorimasa.
- 1180 Belägringen av Nara.
- 1180 Slaget vid Ishibashiyama - Minamoto no Yoritomos första kraftmätning med Taira.
- 1180 Slaget vid Fujigawa
- 1181 Slaget vid Sunomatagawa
- 1181 Slaget vid Yahagigawa
- 1183 Belägringen av Hiuchi - Taira anfaller en av Minamotos befästningar.
- 1183 Slaget vid Kurikara – krigslyckan vänder i Minamotos favor.
- 1183 Slaget vid Shinohara - Yoshinaka förföljer Tairas styrkor från Kurikara
- 1183 Slaget vid Mizushima - Taira möter en styrka från Minamoto-klanen som är på väg mot Takamatsu och besegrar den.
- 1183 Belägringen av Fukuryuji - Minamoto anfaller en av Taira-klanens befästningar.
- 1183 Slaget vid Muroyama - Minamoto no Yukiie försöker hämnas förlusten vid Mizushima, men misslyckas.
- 1184 Belägringen av Hojujidono
- 1184 Andra slaget vid Uji
- 1184 Slaget vid Awazu - Minamoto no Yoshinaka besegras och dödas av Minamoto no Yoshitsune och Minamoto no Noriyori.

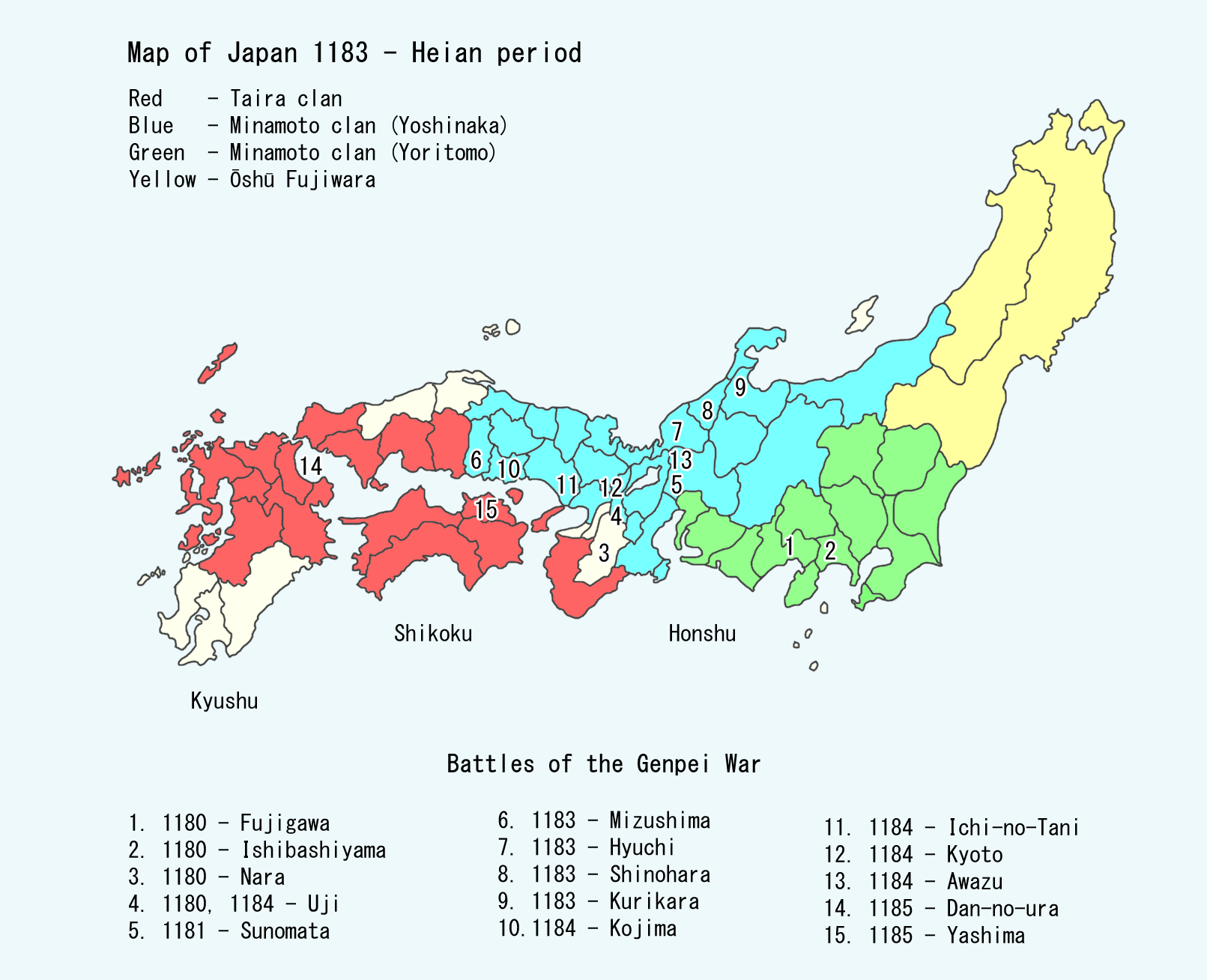
Karta över slagen i Genpei-kriget

- 1184 Slaget vid Ichi-no-Tani - Minamoto Yoshitsune anfaller och fördriver Taira från en av deras viktigaste befästningar.
- 1184 Slaget vid Kojima – Taira-styrkor som flyr från Ichi-no-Tani attackeras av Minamoto no Noriyori.
- 1185 Slaget vid Yashima - Minamoto anfaller Tairas befästa ställningar vid Shikoku.
- 1185 Slaget vid Dan-no-ura – I ett sjöslag besegrar Minamoto Taira. Taira kapitulerar.

## Genpei-kriget i litteraturen
Många berättelser och konstverk skildrar Genpei-kriget. Den mest kända av de utförliga skildringarna är Heike monogatari (japanska 平家物語, ungefär Berättelser om Heike). Den är skriven på kanji och är en episk berättelse om klanerna som stred om herraväldet över Japan.
Det finns också många kabuki- och bunraku-stycken som berättar om händelser i kriget. Ichinotani futaba gunki (Krönika om slaget vid Ichi-no-Tani) av Namiki Sōsuke kan sägas vara en av de mer kända.
"Shike " av Robert Shea är en skönlitterär bok i två volymer, som hämtat sin inspiration från Genpei-kriget. De rivaliserande klanerna heter här "Muratomo" och "Takashi" och händelserna utspelas i 1200-talets Japan.
Geipei-kriget dyker också upp i omgjord form i nionde delen av mangaserien Phoenix, av den japanske serieskaparen Osamu Tezuka. Tezuka är för den svenskspråkiga läsekretsen mer känd för sin serie om Astro Boy.
Inbördeskriget bildar också bakgrunden i den amerikanska författaren Katherine Patersons ungdomsroman ”Näktergalars gråt” (originaltitel ”Of Nightingales That Weep” (1982)).